# Мартин Штранцл
Мартин Штранцл (16. јун 1980) бивши је аустријски фудбалер. Играо је на позицији одбрамбеног играча.
Наступао је на Европском првенству 2008.

## Статистика каријере

### Репрезентативна
| Аустрија | Аустрија | Аустрија |
| Година   | Наступи  | Голови   |
| -------- | -------- | -------- |
| 2000     | 6        | 0        |
| 2001     | 2        | 0        |
| 2002     | 1        | 0        |
| 2003     | 6        | 0        |
| 2004     | 7        | 1        |
| 2005     | 7        | 1        |
| 2006     | 6        | 0        |
| 2007     | 7        | 0        |
| 2008     | 12       | 1        |
| 2009     | 2        | 0        |
| Укупно   | 56       | 3        |